# Bandera del Consejo del País Valenciano
La Bandera del Consejo del País Valenciano o Señera del Consejo (en valenciano: Bandera del Consell del País Valencià, Senyera del Consell) es una bandera del País Valenciano creada en abril de 1979 por el Consejo del País Valenciano, un organismo preautonómico que adoptó la Señera con el escudo del País Valenciano al medio.